# Strada europea E01
La strada europea E01  è un asse viario misto di classe A intermedia Nord-Sud.
Collega la città Nord-Irlandese di Larne a Siviglia (Spagna), passando attraverso l'Irlanda, il Portogallo e la Spagna.
Il tratto tra Rosslare Harbour (Irlanda) e La Coruña (Spagna) non è servito da un servizio di traghetti: di conseguenza i due tronconi della E01 sono separati tra loro.

## Percorso

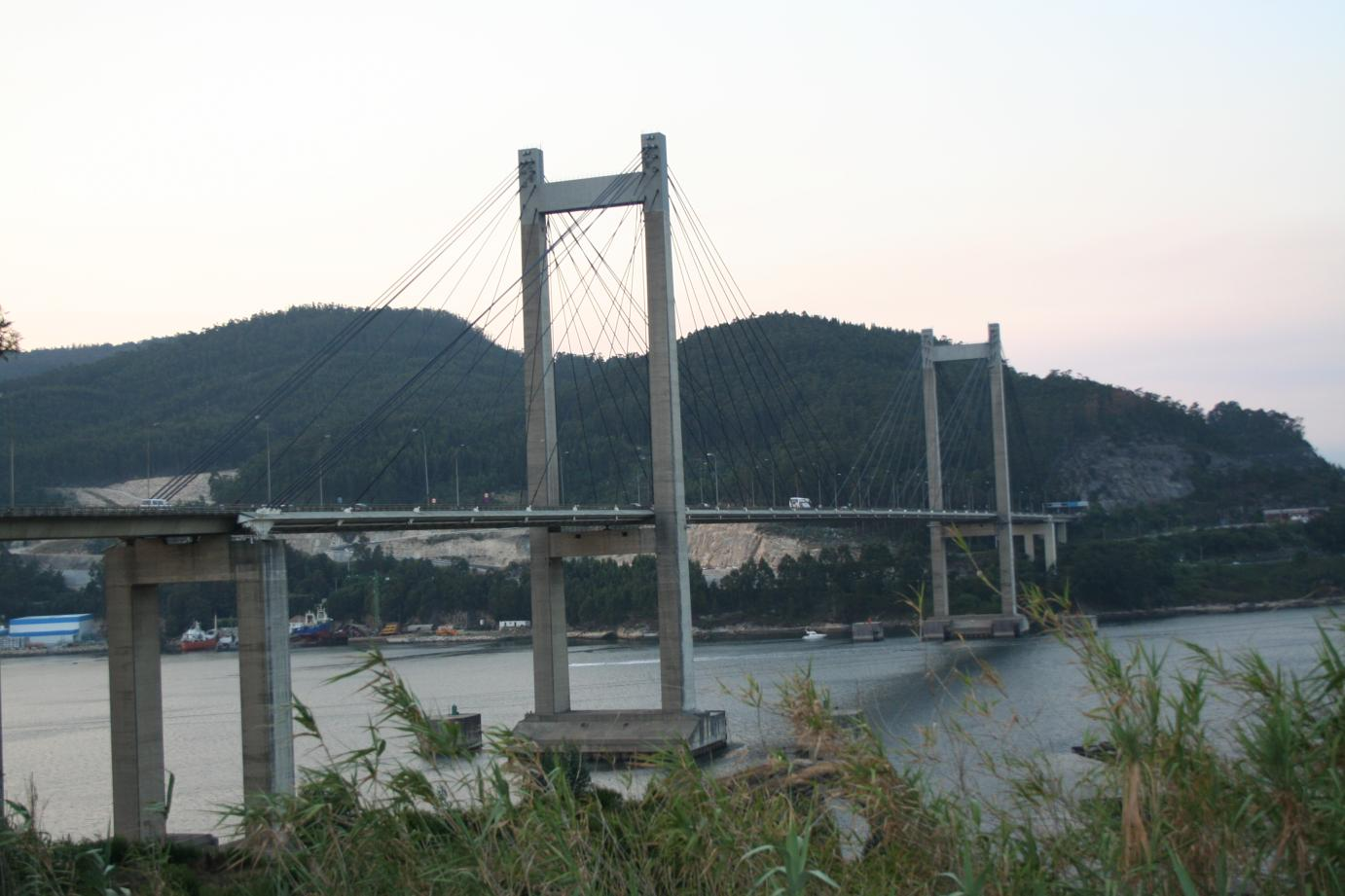
E1 presso Vigo, Spagna

| E1 LARNE-SIVIGLIA      |           |                                                  |                                                 |
| Stato                  | Tipologia | Tratto                                           | Interconnessioni                                |
| Regno Unito (bandiera) | A8        | Larne-Belfast                                    | in comune con E18                               |
| Regno Unito (bandiera) | M5, M1    | Belfast-Lisburn                                  | in comune con E18                               |
| Regno Unito (bandiera) | A1        | Lisburn-confine di stato presso Newry            |                                                 |
| Irlanda (bandiera)     | M1        | confine di stato di Dundalk-Dublino              | E20                                             |
| Irlanda (bandiera)     | N11       | Dublino-Wexford                                  | E30                                             |
| Irlanda (bandiera)     | N25       | Wexford-Rosslare Harbour                         | in comune con E30                               |
| Spagna (bandiera)      | A9        | La Coruña-confine di Stato presso Tui            | E70                                             |
| Portogallo (bandiera)  | A3        | confine di Stato presso Valença di Minho-Porto   | E82                                             |
| Portogallo (bandiera)  | A1        | Porto-Lisbona                                    | E801, E90, in comune con E80 da Aveiro a Leiria |
| Portogallo (bandiera)  | A2        | Lisbona-Albufeira                                | E802, in comune con E90 da Lisbona a Marateca   |
| Portogallo (bandiera)  | A22       | Albufeira - confine di Stato presso Castro Marim |                                                 |
| Spagna (bandiera)      | A49       | confine di Stato presso Ayamonte-Siviglia        | E803, E05                                       |